# Neoscotolemon spinifer
Stygnomma spiniferum is een hooiwagen uit de familie Stygnommatidae.